# Cunliji (köpinghuvudort i Kina, Shandong Sheng, lat 37,54, long 120,78)
Cunliji (kinesiska: 村里集, 村里集镇) är en köpinghuvudort i Kina. Den ligger i provinsen Shandong, i den östra delen av landet, omkring 350 kilometer öster om provinshuvudstaden Jinan. Antalet invånare är 41 373. Befolkningen består av 20 311 kvinnor och 21 062 män. Barn under 15 år utgör 10,0 %, vuxna 15-64 år 74 %, och äldre över 65 år 14,0 %.
Runt Cunliji är det tätbefolkat, med 319 invånare per kvadratkilometer. Närmaste större samhälle är Zangjiazhuang, 20,0 km öster om Cunliji. Trakten runt Cunliji består till största delen av jordbruksmark.
Genomsnittlig årsnederbörd är 747 millimeter. Den regnigaste månaden är juli, med i genomsnitt 283 mm nederbörd, och den torraste är januari, med 11 mm nederbörd.